# Centre Pompidou-Metz
El Centre Pompidou-Metz és un museu d'art modern i contemporani situat a Metz, capital de Lorena, França. És una sucursal del centre d'art Pompidou de París i compta amb exposicions semipermanents i temporals de la gran col·lecció del Museu Nacional d'Art Modern de França, la col·lecció europea més gran d'arts del segle XX i XXI. El museu és l'espai d'exposicions temporals més gran fora de París a França, amb 5.000 m2 dividit entre 3 galeries, un teatre i un auditori.
La primera pedra del monument dissenyat per l'arquitecte japonès Shigeru Ban es va col·locar el 7 de novembre de 2006 i l'edifici va ser inaugurat pel president francès Nicolas Sarkozy el 12 de maig de 2010. L'edifici destaca per la seva estructura de sostre, una de les més grans i complexes construïdes fins aleshores, que es va inspirar en un barret xinès trobat a París per Shigeru Ban.
Des de la seva inauguració, la institució s'ha convertit en un dels espais culturals més visitats de França fora de París.

## Arquitectura i disseny urbà
El Centre Pompidou-Metz és un gran hexàgon estructurat al voltant d'una agulla central que arriba als 77 m (253 ft), en al·lusió a la data d'obertura del 1977 del Centre Pompidou original de París. Posseeix tres galeries rectangulars (galeries 1, 2 i 3) que van teixint l'edifici a diferents nivells, que sobresurten pel sostre amb enormes finestrals inclinats cap a punts de referència com la catedral gòtica de Sant Esteve, l'estació de ferrocarril imperial, l' Arsenal Concert Hallconstruïda per l'arquitecte espanyol Ricardo Bofill, el pavelló esportiu interior <i id="mwJg">Arènes</i> construït per l'arquitecte francès Paul Chemetov i el parc de Seille. La gran nau cobreix 1,200 m2 (13,000 sq ft) i proporciona flexibilitat per a l'exposició de grans obres d'art, amb un sostre que puja progressivament des d'una alçada de 5,7 m a 18 m (59 ft).
El sostre és el principal assoliment de l'edifici: un hexàgon de 90 m d'ample que és un eco del mapa de plantes de l'edifici. Amb una superfície de 8,000 m2 (86,000 sq ft), l'estructura del sostre es compon de setze quilòmetres de fusta laminada encolada, que es creuen formant unitats de fusta hexagonals que semblen el patró d'un barret xinès. La geometria del sostre és irregular, amb corbes i contracorves a tot l'edifici, i en particular a les tres galeries d'exposició. Imitant aquest tipus de barret i el seu teixit protector, tota l'estructura de fusta està coberta amb una membrana de fibra de vidre blanca i un revestiment de tefló, que té la distinció de ser auto-netejable, protegint-se de la llum directa del sol, alhora que proporciona una visió transparent a la nit. L'estructura del sostre es pot veure des de dalt tant durant el dia com la nit a Metz des de dalt, una pel·lícula aèria feta pel fotògraf francès Yann Arthus-Bertrand.
El Centre Pompidou-Metz inclou també una terrassa de restaurant, per a la qual el dissenyador francès Patrick Jouin i l'arquitecte kenyà Sanjit Manku van produir espais interiors inspirats en la imatge d'un calidoscopi. El jardí que envolta el museu ha estat pensat per l'arquitecte paisatgista francès Jean de Gastine utilitzant els conceptes de jardineria sostenible.
El museu és la pedra angular del districte de l'Amfiteatre de Metz, de nova creació. El districte de 50 ha (123.6 acres), pensat pels arquitectes francesos Nicolas Michelin, Jean-Paul Viguier i Christian de Portzamparc, i el dissenyador Philippe Starck, està actualment en construcció i inclou l'edificació d'un centre de convencions i un centre comercial. El barri inclou ja el parc de Seille dissenyat per l'arquitecte paisatgista francès Jacques Coulon i el recinte esportiu <i id="mwSA">Arènes</i> construït el 2002. Es preveu que la finalització del projecte urbà es realitzi el 2016. El dissenyador suís Ruedi Baur va crear els sistemes de senyalització de Metz.
El Centre Pompidou-Metz i el seu pati, anomenat plaça dels Drets Humans, es construeixen al lloc de l'amfiteatre romà del Divodurum Medriomaticum (avantpassat de l'actual Metz), a prop del districte imperial de Metz i del palau de l'Estació.

## Exposicions i representacions
El Centre Pompidou-Metz també mostra prop de 3 a 4 exposicions temporals úniques a l'any, que no es presenten en cap altre lloc. La majoria de les obres d'art exposades provenen de la gran col·lecció del Museu Nacional d'Art Modern, que engloba la col·lecció europea més gran d'arts moderns i contemporanis i la segona del món. El museu treballa en estreta col·laboració amb el Museu d'Art del Comtat de Los Angeles, el Museu d'Art Modern de Luxemburg o el Centre d'Art i Mitjans de Comunicació de Karlsruhe en iniciatives conjuntes.
El Centre Pompidou-Metz promou l'escena artística local col·laborant amb el Fons Regional d'Art Contemporani de Lorena. A més de les exposicions temporals, el museu Centre Pompidou-Metz ofereix programació de temporada amb espectacles en viu i organitza reunions i conferències al seu auditori amb artistes locals reconeguts mundialment.
L'edifici del Centre Pompidou-Metz i al voltant de Metz que de vegades s'utilitza com a suport per a la producció artística exposada durant les exposicions temporals. Per exemple, l'estructura arquitectònica del Centre Pompidou-Metz va ser utilitzada com a suport per a un projecte d'art visual pels artistes visuals francesos Simon Geilfus, Yannick Jacquet i Thomas Vaquié. A més, el fotògraf aeri francès Yann Arthus-Bertrand va capturar Metz des de dalt, oferint unes vistes privilegiades del museu i de la ciutat per a l'exposició Views from above.

## Transport i accés
El Centre Pompidou-Metz està situat al centre de Metz i està comunicat amb transport públic local de Mettis. A més, el museu està situat a prop de l'estació de ferrocarril Imperial de Metz, que està connectada a la xarxa francesa de trens d'alta velocitat a través de la línia LGV Est, que proporciona un servei ferroviari directe a París i la ciutat de Luxemburg. El temps des de l'estació de París Est i l'aeroport internacional francès París-Charles de Gaulle fins a l'estació de tren de Metz és d'uns 82 i 75 minuts, respectivament. Finalment, Metz es troba a la intersecció de dos eixos principals de la carretera: l'autopista A4 de París a Estrasburg i l'autopista A31 nord-sud.

## Exposició Beacons
Basada íntegrament en préstecs de la col·lecció del Museu Nacional d'Art Modern de França, l'exposició Beacons és una exposició semipermanent que destaca des del 2014 una selecció de 18 obres mestres que rarament es mostren al públic a causa de la seva grandària monumental. La posada en escena de l'exposició proporciona una visió general dels principals moviments artístics des de principis del segle xx, des de Pablo Picasso fins a Anish Kapoor, inclosos Sam Francis, Joseph Beuys, Dan Flavin i Joan Miró. Les obres d'art exposades inclouen:
- Figures i ocells a la nit, Joan Miró
- Supervivents, Yan Pei-Ming
- Infiltració homogènia per a piano, Joseph Beuys
- Reflexions d'una cascada I, Louise Nevelson
- Tabula, Simon Hantaï
- Entrada al Pavelló del Ferrocarril, Robert Delaunay
- Cortina d'escenari per al ballet Mercure, Pablo Picasso
- Composició amb dos lloros, Fernand Léger
- Orangey, Blue Light Forms, Claude Viallat
- Palombe, Frank Stella
- Pintura 202 x 453 cm, 29 de juny de 1979, Pierre Soulages
- Aware II, 28.3.1961, Jean Degottex
- Món perdut, Pierre Alechinsky
- A Lovely Blueness, Sam Francis
- Per una estona, Joan Mitchell
- Sense títol, Anish Kapoor
- Sense títol (a Donna) 5a, Dan Flavin
- Sense títol, Robert Irwin

## Exposició inaugural
L'exposició inaugural anomenada Masterpieces? es va dedicar a obres mestres (unes 800), de les quals més de 700 van ser prestades pel Centre Georges Pompidou de París. L'exposició va considerar la rellevància de la idea d'obra mestra i es va allargar fins al 17 de gener de 2011. L'exposició va atreure més de 800.000 visitants durant l'any següent de la seva inauguració i va incloure:
- Dona amb guitarra, Georges Braque
- La tristesa del rei, Henri Matisse
- L'Aubade, Nu estirat a prop del músic, Pablo Picasso
- Guernica, Pablo Picasso
- Violí d'Ingres, fotografia, Man Ray
- Creu negra, Kazimir Malèvitx
- Blau I, Blau II, Tríptic Blau III, Joan Miró
- Relleus per a les escales del Palau del Ferrocarril, Robert Delaunay
- Capricorn, Max Ernst
- El fons, Jackson Pollock
- Dona de peu, Alberto Giacometti
- Muse adormida, Constantin Brâncuși
- La casa tropical, Jean Prouvé

Les quatre parts de l'exposició van ser:
- Gran nau: obres mestres al llarg de la història
- Galeria 1: històries darrere d'obres mestres
- Galeria 2: Somnis d'obra mestra
- Galeria 3: Obres mestres ad infinitum